# Yssi SB
Ychano Hunt (Almere, 12 december 2002), beter bekend onder zijn artiestennaam Yssi SB, is een Nederlands rapper bekend van de nummer-één-hits Scooter en Uhuh.

## Carrière
Sinds 2020 brengt Hunt nummers uit onder zijn artiestennaam Yssi SB. Zijn eerste hitnotering behaalde hij met het nummer Paper zien die hij in juni 2020 uitbracht, deze behaalde de vijfde plek in de Nederlandse Single Top 100. In de jaren die volgden bracht Yssi SB meerdere nummers uit en werkte samen met artiesten zoals 3robi, Qlas & Blacka, Ashafar en Ronnie Flex.
In december 2020 bracht Yssi SB zijn debuutalbum uit onder de naam Nooit gedacht, deze behaalde de elfde plek in de Nederlandse Album Top 100.